# Aich, Šentandraž v Labotski dolini
Aich je naselje v Občini Šentandraž v Labotski dolini v Okraju Volšperk na Koroškem v Avstriji.